# Пушкина, Маргарита Анатольевна (искусствовед)
Маргарита Анатольевна Пушкина (род. 29 апреля 1969, Иркутск) — российский искусствовед, арт-менеджер, издатель, патрон молодых художников и коллекционер. Основатель и директор ярмарки Cosmoscow.

## Биография
Окончила МГУ им. Ломоносова.
С 2000 по 2010 годы Маргарита Пушкина издавала архитектурный журнал «Проект Классика», одновременно занимая пост управляющего директора банка «Kit Finance. Private Banking» и руководя созданием корпоративной коллекции современного искусства.
В 2010 году выступила основателем и организатором московской арт-ярмарки Cosmoscow.
В 2015 году Маргарита Пушкина вошла в список 100 самых главных людей в русском искусстве по версии The Art Newspaper Russia.
С 11 по 13 сентября 2015 года в московском Гостином дворе под руководством Маргариты Пушкиной и Сандры Недвецкой прошёл новый выпуск ярмарки Cosmoscow.
С 9 по 11 сентября 2016 года в Гостином Дворе состоялся очередной выпуск Cosmoscow. За все дни работы ярмарку посетило порядка 16 000 человек, что на 14% больше, чем в предыдущем году.
Юбилейная пятая Международная ярмарка современного искусства Cosmoscow прошла в Гостином Дворе с 7 по 10 сентября 2017 года. В ярмарке приняло участие рекордное число из 54 галерей из России, Европы, США и Ближнего Востока.
Маргарита Пушкина является инициатором целого ряда культурных, благотворительных и просветительских инициатив, реализуемых Cosmoscow – это, в частности, ежегодный Арт-форум Cosmoscow, Премия Credit Suisse и Cosmoscow для молодых художников, благотворительный аукцион Off white, патронская программа Cosmoscow, образовательная программа Cosmoscow Talks и многое другое.
В 2017 году вошла в шорт-лист V Премии The Art Newspaper Russia в номинации «Личный вклад» с формулировкой «За настойчивость и умение выбирать». По итогам 2016 года вошла в ежегодные рейтинги «Артгида» (15 место в «Топ-50 самых влиятельных фигур в русском искусстве») и вошла в список «150 самых влиятельных людей России» по версии журнала GQ (категория «Искусство»). В 2017 году заняла 19 место в топ-50 самых влиятельных фигур в российском искусстве по версии «Артгида».
Произведения искусства из коллекции Маргариты Пушкиной регулярно принимают участие в различных выставочных проектах. В числе недавних – проект «Коллекция+. Современное искусство в СССР и России: новый дар музею» в Центре Помпиду (2017 год, документация перформанса Андрея Кузькина «По кругу»), выставка «Личный выбор: работы из частных коллекций современного искусства» в Музее современного искусства «Гараж» (2014 год, «Растянутая женщина № 2» Эвана Пенни).
Маргарита Пушкина регулярно становится участником круглых столов, лекций и открытых дискуссий на темы, связанные с современным искусством. В их числе: конференция ИД Коммерсант и Фонда Cosmoscow на тему «Будущее современного искусства» в DI Telegraph (2018), Арт-Форум Synergy (2018), дискуссия «Международный контекст для российского искусства» (Интермузей 2018), открытая встреча в рамках курса «Современное искусство» Британской высшей школы дизайна (2016), дискуссия «Страхование объектов искусства. Специфика российского арт-рынка» в Музее современного искусства «Гараж» (2016), дискуссия «Ярмарка современного искусства от А до Я» в рамках проекта «Искусство и технологии» в Музее современного искусства «Гараж» (2016), дискуссия «Молодые галереи – как завоевать свое место под солнцем» в рамках II Арт-форума Cosmoscow (2016, модератор), дискуссия «Российские коллекции современного искусства будущего – где они окажутся, и кто их формирует?» в рамках I Арт-форума Cosmoscow (2015) и другие.
Член Экспертного совета рейтинга InArt (2017). Член Экспертного совета рейтинга «10 главных молодых российских художников» журнала Interview (2016). Член жюри Международного фестиваля экспериментального кино MIEFF (2016). Член Попечительского совета 4-й Московской биеннале современного искусства (2011).
В 2017 году Маргарита Пушкина учредила Фонд поддержки современного искусства Cosmoscow.
В октябре 2018 года Маргарита вошла в число номинантов премии «Коммерсантъ. Инициативы» в категории «Личный вклад».

## Цитаты
- «Интерес к нему [искусству] был у меня с самого детства: я вклеивала картинки в чудесный альбом, который храню до сих пор. Однажды, поехав на Арт Базель, я познакомилась с Айдан Салаховой, а вернувшись домой, к своему удивлению, обнаружила её портрет кисти её отца на первой странице своей книги. После ряда знакомств с архитекторами, художниками и кураторами я была заинтригована их разговорами и поняла, что хочу изучать искусство. После университета я участвовала в создании журнала по архитектуре, а потом начала собирать искусство сама. Коллекционирование выводит общение с арт-средой на совершенно новый уровень. Чтобы начать разбираться в современном искусстве, нужно его покупать»[2] — Маргарита Пушкина, 2014.